# Aegon Nottingham Challenge
El Aegon Nottingham Challenge es un torneo profesional de tenis disputado en pistas de hierba. Pertenece al ATP Challenger Tour. Se juega desde el año 2011, en Nottingham, Inglaterra.

## Palmarés

### Individuales
| Año                                   | Campeón                                        | Finalista                                      | Resultado                                      |
| ------------------------------------- | ---------------------------------------------- | ---------------------------------------------- | ---------------------------------------------- |
| 2024                                  | Jacob Fearnley                                 | Charles Broom                                  | 4-6, 6-4, 6-3                                  |
| 2023                                  | Andy Murray                                    | Arthur Cazaux                                  | 6-4, 6-4                                       |
| 2022                                  | Dan Evans                                      | Jordan Thompson                                | 6-4, 6-4                                       |
| 2021                                  | Frances Tiafoe                                 | Denis Kudla                                    | 6-1, 6-3                                       |
| 2020                                  | Torneo cancelado debido a la pandemia COVID-19 | Torneo cancelado debido a la pandemia COVID-19 | Torneo cancelado debido a la pandemia COVID-19 |
| 2019                                  | Dan Evans                                      | Evgeny Donskoy                                 | 7-63, 6-3                                      |
| 2018                                  | Alex de Minaur                                 | Dan Evans                                      | 7-64, 7-5                                      |
| 2017                                  | Dudi Sela                                      | Thomas Fabbiano                                | 4-6, 6-4, 6-3                                  |
| Promovido a ATP 250 entre 2015 y 2016 |                                                |                                                |                                                |
| 2014                                  | Nick Kyrgios                                   | Samuel Groth                                   | 7-63, 7-67                                     |
| 2013                                  | Steve Johnson                                  | Ruben Bemelmans                                | 7-5, 7-5                                       |
| 2012                                  | Grega Žemlja                                   | Karol Beck                                     | 7-63, 4-6, 6-4                                 |
| 2011                                  | Dudi Sela                                      | Jérémy Chardy                                  | 6-4, 3-6, 7-5                                  |

### Dobles
| Año                                   | Campeones                                      | Finalistas                                     | Resultado                                      |
| ------------------------------------- | ---------------------------------------------- | ---------------------------------------------- | ---------------------------------------------- |
| 2024                                  | John Peers Marcus Willis                       | Harold Mayot Luke Saville                      | 6-1, 6-71, [10-7]                              |
| 2023                                  | Jacob Fearnley Johannus Monday                 | Liam Broady Jonny O'Mara                       | 6-3, 6-76, [10-7]                              |
| 2022                                  | Jonny O'Mara Ken Skupski                       | Julian Cash Henry Patten                       | 3-6, 6-2, [16-14]                              |
| 2021                                  | Matt Reid Ken Skupski                          | Matthew Ebden John-Patrick Smith               | 4-6, 7-5, [10-6]                               |
| 2020                                  | Torneo cancelado debido a la pandemia COVID-19 | Torneo cancelado debido a la pandemia COVID-19 | Torneo cancelado debido a la pandemia COVID-19 |
| 2019                                  | Santiago González Aisam-ul-Haq Qureshi         | Gong Maoxin Zhang Ze                           | 4-6, 7-65, [10-5]                              |
| 2018                                  | Frederik Nielsen Joe Salisbury                 | Austin Krajicek Jeevan Nedunchezhiyan          | 7-65, 6-1                                      |
| 2017                                  | Ken Skupski Neal Skupski                       | Matt Reid John-Patrick Smith                   | 7-61, 2-6, [10-7]                              |
| Promovido a ATP 250 entre 2015 y 2016 |                                                |                                                |                                                |
| 2014                                  | Rameez Junaid Michael Venus                    | Ruben Bemelmans Go Soeda                       | 4-6, 7-61, 10-6                                |
| 2013                                  | Sanchai Ratiwatana Sonchat Ratiwatana          | Purav Raja Divij Sharan                        | 7-65, 63-7, 10-8                               |
| 2012                                  | Olivier Charroin Martin Fischer                | Evgeny Donskoy Andrey Kuznetsov                | 6-4, 7-66                                      |
| 2011                                  | Rik de Voest Adil Shamasdin                    | Treat Conrad Huey Izak van der Merwe           | 6-3, 7-69                                      |